# Nouvel Hollywood
 (avril 2016).
Si vous disposez d'ouvrages ou d'articles de référence ou si vous connaissez des sites web de qualité traitant du thème abordé ici, merci de compléter l'article en donnant les références utiles à sa vérifiabilité et en les liant à la section « Notes et références ».
 (mai 2014).

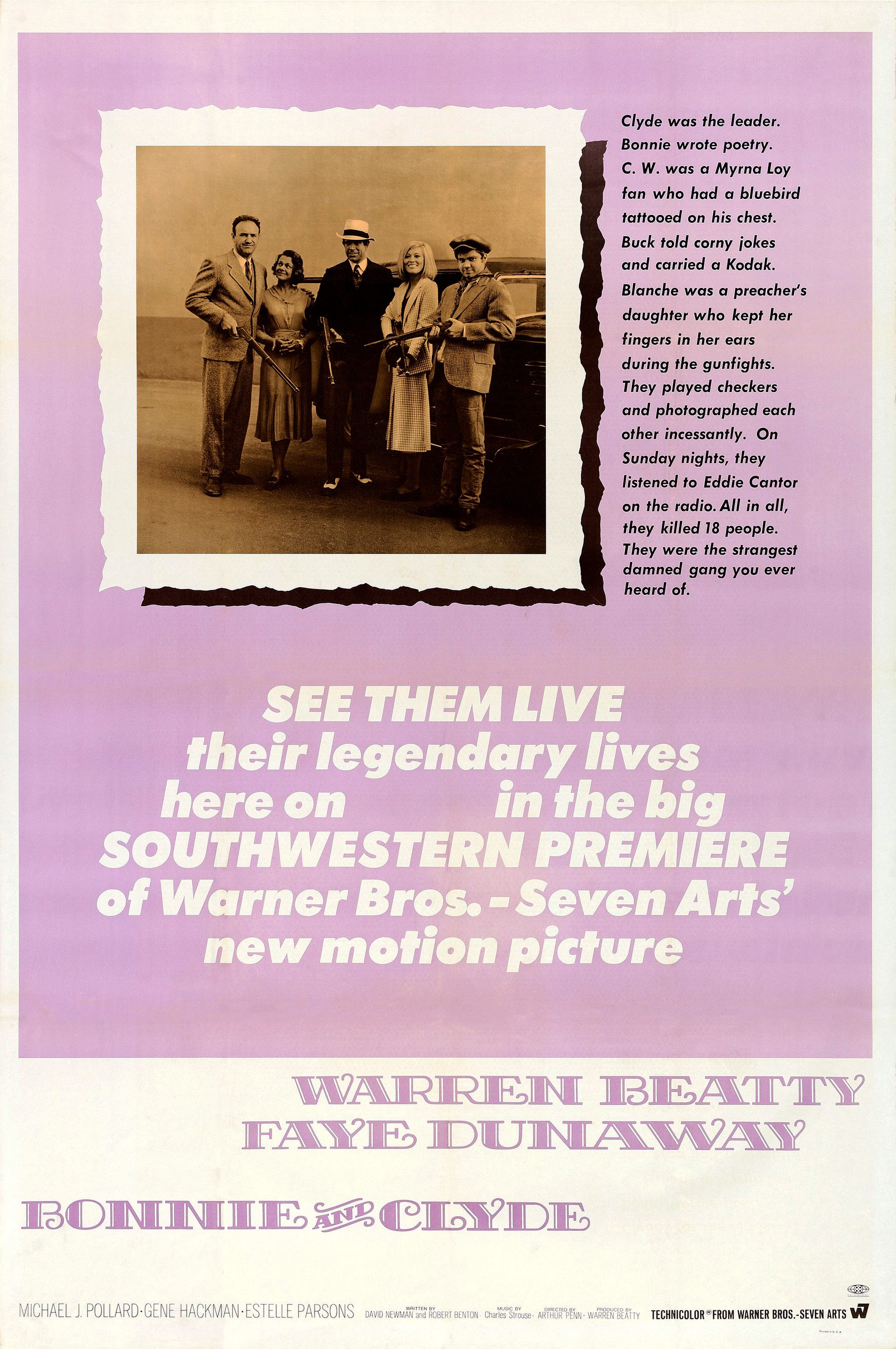
Affiche pour la première du film Bonnie et Clyde (1967) dans le sud-ouest des États-Unis.

Le Nouvel Hollywood (New Hollywood) est un mouvement cinématographique américain de la fin des années 1960 au début des années 1980, qui modernise de façon significative la production de films à Hollywood. Ce cinéma, inscrit dans la contre-culture et influencé par le néoréalisme italien, la modernité européenne et la Nouvelle Vague française, se caractérise par la prise de pouvoir des réalisateurs au sein des grands studios américains et la représentation radicale de thèmes jusqu'alors tabous comme la corruption des pouvoirs politiques, la sexualité, la violence ou le massacre des Indiens. Le Nouvel Hollywood renouvelle également les genres classiques du cinéma américain (western, film noir) ou les « déconstruit » en s’affranchissant des conventions de ceux-ci.
La période relativement courte du Nouvel Hollywood est considérée comme une des phases les plus importantes du cinéma américain du point de vue artistique, et révèle de nombreux réalisateurs comme Brian De Palma, Dennis Hopper, Francis Ford Coppola, George Lucas, Martin Scorsese, Michael Cimino et Steven Spielberg.

## Le «vieil Hollywood»

### L’Âge d’or
On désigne souvent l’ère classique du cinéma américain précédant le Nouvel Hollywood par l’« âge d’or », en référence au cinéma produit par les majors du début des années 1930 à la fin des années 1950. Les films sont marqués par les structures de production et les genres cinématographiques, qui se sont assemblés dès l’époque du cinéma muet, tout comme le star system de l’« industrie du rêve ». Généralement, les œuvres de l’âge d’or se classent selon un genre bien défini (comédie, western, film d'aventure…) et comportent des stars identifiées à un registre précis (Cary Grant en séducteur de comédie, John Wayne en héros viril de western, Errol Flynn en virevoltant protagoniste de film d'aventure etc.). Durant des décennies, les majors contrôlent toute la chaîne de production et de fabrication des films : de l’écriture à la distribution en passant par la réalisation et le montage. Les dirigeants des grandes firmes commandent le scénario à un auteur sur un sujet qu'ils déterminent. Ils définissent ensuite le budget et le temps de préparation et choisissent comédiens, réalisateur et collaborateurs techniques. La décision sur le montage final leur revient avant d'assurer la promotion et la distribution. Chaque grand studio : la Warner, la MGM, la Twentieth Century Fox, la Paramount, la Columbia et la Universal, a son écurie d'acteurs, de réalisateurs et de scénaristes-vedettes. Par ailleurs, chacun a son genre de prédilection et son esthétique propre. Les grands metteurs en scène de l'âge d'or, comme John Ford et Howard Hawks, se considèrent avant tout comme des salariés privilégiés d'empires de la production pour lesquels ils signent des divertissements calibrés qui impriment, de manière implicite, leur propre style.

### Les règles classiques
Le classicisme hollywoodien, qui triomphe dans les années 1930, respecte le code de censure Hays que les grandes firmes ont appelé de leurs vœux afin de diffuser leurs films sur tout le territoire américain, y compris dans les États les plus conservateurs et puritains. Certains sujets tabous ne peuvent être évoqués que de manière détournée (notamment la sexualité). Le propos doit être conforme au courant de pensée dominant. De manière générale, les scénarios mettent en scène des protagonistes liés à une quête. Ils subissent une évolution narrative et psychologique, sont éminemment positifs et servent un but moral. S'ils sont initialement mauvais (comme dans les films de gangsters), ils seront sévèrement punis. L'histoire est fluide et décente et la manière de l'agencer élégante et compréhensible. Les réalisateurs sont tenus de respecter une grammaire audiovisuelle de rigueur : mise en scène centrée sur les comédiens, plans lisibles, règle des raccords, montage adouci etc.

### Les grands noms
Ce système de production, rodé par les majors au temps du cinéma muet, est une industrie puissante, productive et lucrative aussi bien commercialement qu’artistiquement. Cette automatisation dans l’élaboration des films inclut une stricte répartition du travail et le respect des accords passés avec les guildes professionnelles qui interdisent notamment aux scénaristes de mettre en scène leurs propres histoires. Malgré ce système rigide, des réalisateurs de renom comme Alfred Hitchcock, Anthony Mann, Billy Wilder, Ernst Lubitsch, Frank Capra, George Cukor, Howard Hawks, John Ford, John Huston, Josef von Sternberg, Joseph L. Mankiewicz, Orson Welles, Otto Preminger, Raoul Walsh y trouvent une certaine autonomie, accroissent leur prestige et créent des films de référence, voire des œuvres-monuments qui fondent leur style singulier, personnel et inimitable. À cette époque, la plupart des meilleurs scénaristes, réalisateurs, compositeurs, chefs opérateur et acteurs, de toutes nationalités émigre à Hollywood grâce au confort de travail. La qualité technique des films est d’un niveau notable.

### Une ère nouvelle
La formule du succès est variable, et, à l’arrivée de la télévision, Hollywood se sent menacé. L'industrie du cinéma réplique en produisant des épopées monumentales et des grands péplums comme Les Dix Commandements ou Ben Hur. Elle invente par ailleurs ou popularise de nouvelles innovations techniques comme le CinemaScope et le VistaVision. Beaucoup de films du « vieil Hollywood » se déroulent dans un monde idéalisé et plaisent à un public en quête de divertissement qui ne souhaite pas être confronté à une quelconque réalité sociale ou politique déplaisante.

### La crise
Au début des années 1960, l’« usine à rêves » Hollywood, et les recettes qui avaient auparavant fait leurs preuves, sont au point mort. En 1963, le gouffre financier que fut le tournage épique de Cléopâtre de Joseph L. Mankiewicz et son rendement d'exploitation insuffisant manquent de couler la Fox. La carrière de réalisateurs de renom comme Alfred Hitchcock ou John Ford décline, et les stars de l’« Âge d’or » sont soit disparues (Humphrey Bogart, Gary Cooper), soit sur le retour (John Wayne, Cary Grant). Les patrons de studios, tous très âgés comme Jack Warner, occupent leurs postes depuis l’ère du cinéma muet et sont dans l'incapacité de monter des projets susceptibles de plaire à des spectateurs n'appartenant plus à leur génération. De plus en plus de films sont produits pour un public qui n’existe plus, et, dans une tentative désespérée pour le reconquérir, les majors engagent des sommes immenses dans des films à grand spectacle ou des comédies musicales. Les studios ont du mal à contrer la télévision, le nouveau grand média. La baisse considérable de la fréquentation de salles les mène au bord de la faillite et les oblige à des coupes budgétaires drastiques ou une réduction conséquente de personnel. Les dirigeants des grandes firmes perdent la mainmise sur le financement et l'élaboration des films.

## Le Nouvel Hollywood s’immisce

### Premiers succès
Le vide artistique qu’on peut sentir à Hollywood au milieu des années 1960 permet à de jeunes cinéastes d’établir une nouvelle manière de faire du cinéma. En 1967, un an après l'abandon définitif du code Hays, Arthur Penn réalise avec Bonnie and Clyde un film de gangsters dont la position sceptique anti-establishment, brise les tabous d’Hollywood dans un style de narration âpre, lyrique et moderne. Ce film rencontre l’esprit de son temps et connaît un immense succès. La même année, Mike Nichols séduit avec son film Le Lauréat, dans lequel Dustin Hoffman, qui se révèle au public et à la critique avec ce film, campe un personnage en rébellion contre le monde ennuyeux, vicié et « petit-bourgeois » de la génération de ses parents.
Le road trip Easy Rider de Dennis Hopper (1969), met en scène le périple de deux bikers — interprétés par Dennis Hopper et Peter Fonda — au milieu d’une Amérique profonde conservatrice et raciste. Easy Rider, qui coûte quelques centaines de milliers de dollars, est accueilli avec enthousiasme par la « génération Woodstock ». Il rencontre un immense succès commercial à travers le monde et remporte approximativement 60 millions de dollars[réf. nécessaire]. Le film lance par ailleurs la mode du road movie contestataire comme Point limite zéro (1971) de Richard C. Sarafian, Macadam à deux voies (1972) de Monte Hellman, L’Épouvantail (1973) de Jerry Schatzberg et La Balade sauvage (1975) de Terrence Malick.
Le réalisateur Robert Altman, officiant alors à la télévision, tourne en pleine guerre du Viêt Nam M*A*S*H (1970), une satire caustique et antimilitariste sur la Guerre de Corée, où les héros (dont Donald Sutherland) mènent le code militaire jusqu’à l’absurde. Avec Nashville (1975) et Trois femmes (1977), Altman explore de nouveaux modes de narration chorale et brosse un portrait kaléidoscopique, truculent et incisif de l'Amérique profonde.
L’ancien monteur Hal Ashby réalise Harold et Maude et La Dernière Corvée, deux films du Nouvel Hollywood portant un regard nouveau sur les comportements sociaux. John Cassavetes, qui jouait auparavant dans des productions commerciales et des séries B (Les Douze Salopards), filme les crises et névroses des quadragénaires de la classe moyenne américaine (Faces, 1968).

### Comédies
À la fin des années 1960, l’humoriste de théâtre Woody Allen commence à représenter les névroses — souvent sexuelles — d’un citadin moderne dans des comédies originales, emplies d'un humour juif new-yorkais corrosif, comme Annie Hall ou Manhattan, assistées de la photographie novatrice de Gordon Willis. Avec ses lunettes et sa silhouette frêle, Allen, premier rôle dans la plupart de ses films, devient la figure emblématique de l’anti-héros de cette époque. Dans ses films, l'intrigue repose sur une trame intimiste et sentimentale réduite au strict minimum. Le protagoniste y est sans cesse contrarié et frustré dans l'atteinte d'objectifs flous et contradictoires. Le principe de la quête du héros, présente dans le cinéma classique hollywoodien, est largement mis en crise.
Woody Allen, scénariste et réalisateur, est également l'acteur de ses créations. Cette liberté est rendue possible grâce à la United Artists qui produit des films dans les années 1970 dont elle tire un certain bénéfice aussi bien culturel et populaire que pécuniaire.
Mel Brooks crée, quant à lui, une série de films parodiques comme Frankenstein Junior (1974) ou La Dernière Folie de Mel Brooks (1976) dans lesquels le temps du Hollywood classique est irrespectueusement moqué mais sans animosité.

### Films d’horreur
Rosemary's Baby (1968), L'Exorciste et La Malédiction mettent en scène des « enfants-démons » — ces trois films peuvent être interprétés comme des allégories sur le conflit de génération de l’époque.
Brian De Palma avec Carrie au bal du diable (1976) et Stanley Kubrick avec Shining (1979) adaptent chacun à leur manière le romancier d'épouvante à succès Stephen King. Tous deux livrent une œuvre culte dans laquelle un jeu de références et de signes complexes jalonne une mise en scène hypnotique, virtuose et conceptuelle qui scrute la désagrégation meurtrière de la cellule familiale ou l'intrusion de pulsions morbides dans le puritanisme anglo-saxon.

### Films musicaux
La musique populaire des années 1960-1970 est largement utilisée comme bande originale dans les films du Nouvel Hollywood. Parallèlement sont produits des films musicaux comme Head (1968), dans lequel Bob Rafelson (sur un scénario de Jack Nicholson) relate les aventures excitées et psychédéliques du groupe pop-rock The Monkees, inspiré par les films sur les Beatles de Richard Lester. Le célèbre chorégraphe Bob Fosse revient sur les heures sombres de l'Histoire et fusionne références à la peinture, cinéma expressionniste, théâtre et tradition musicale de Broadway dans Cabaret (1972) qui remporte huit Oscars. Le documentariste D.A. Pennebaker filme une tournée de Bob Dylan dans Dont Look Back (1967) et le festival Monterey Pop (1968). Le film de Michael Wadleigh sur Woodstock est considéré comme un document témoin de la « génération flower power ». Dans La Dernière Valse, Martin Scorsese filme le concert d’adieu du groupe The Band. En 1979, Hair de Miloš Forman devient la première comédie musicale sur le mouvement hippie et la jeunesse contestataire.

### Science-fiction
Les films de science-fiction du Nouvel Hollywood se distinguent par leur climat pessimiste et critique à l’égard de la civilisation. Dans La Planète des singes (1967) et Le Survivant (1970), Charlton Heston s’aventure dans des mondes post-apocalyptiques oppressants. Soleil vert (1973, toujours avec Heston) montre la phase terminale de la civilisation occidentale, sous l’emprise du brouillard, de la pollution et d’une nouvelle forme de cannibalisme. Dans Silent Running (1972) de Douglas Trumbull, les dernières forêts de la Terre sont entretenues dans un vaisseau spatial-serre. Dans Le Mystère Andromède (1971) de Robert Wise, des micro-organismes extérieurs attaquent un laboratoire secret, dans La Nuit des fous vivants  (1973) de Romero, des substances chimiques militaires font muter de paisibles villageois en tueurs. En 1971, Stanley Kubrick provoque un scandale retentissant lors de la sortie de son film d'anticipation Orange mécanique, adapté d'Anthony Burgess, dans lequel une bande de jeunes désœuvrés se livre avec délectation à des actes d'ultra-violence.
John Carpenter décrit dans Dark Star (1974) les aventures absurdes de l’occupation d’un vaisseau dont la charge est d’anéantir les « planètes instables ». Dans THX 1138 (1971) de George Lucas, les victimes imberbes d’une dictature aseptisée se rebellent contre leur bourreau. Phase IV (1974) de Saul Bass narre l’histoire d’une équipe de scientifiques dans une lutte vaine contre une société de fourmis d’une intelligence supérieure. Enfin le film Alien - Le huitième passager de Ridley Scott, qui révolutionne l’esthétique et la narration du film de science-fiction, représente à travers une atmosphère cauchemardesque l’extermination d’un équipage de vaisseau spatial par un extraterrestre.

### Western
Le réalisateur chevronné d’Hollywood Sam Peckinpah signe quelques westerns de troisième génération inimitables, poétiques et pessimistes comme La Horde sauvage ou Pat Garrett et Billy the Kid . La sympathie de Peckinpah va ostensiblement aux hors-la-loi en situation d’échec — à l’instar des bandits attendrissants de Butch Cassidy et le Kid de George Roy Hill (1969) — devant un État tout-puissant qui les abattra sans pitié. Dans Little Big Man (1970), « antiwestern » satirique et divertissant, Dustin Hoffman incarne un anti-héros amical au milieu des guerres indiennes. Les sympathiques Indiens du film contrastent avec la représentation du héros national George Armstrong Custer en psychopathe brutal.
Dans John McCabe (1971), Robert Altman s’affranchit de toutes les règles du genre et trace le portrait d’un aventurier désabusé dans une ville bourbeuse de l’Ouest. Dans The Missouri Breaks d’Arthur Penn (1975), Marlon Brando campe un tueur étrange parodiant les brigands traditionnels du western. Robert Redford incarne pour Sydney Pollack un jeune trappeur qui découvre la beauté et la cruauté des Rocheuses (Jeremiah Johnson, 1971).
La grande vedette des westerns spaghetti Clint Eastwood rend, comme metteur en scène, hommage au genre baroque qui l'a révélé et à son réalisateur-fétiche Sergio Leone dans  L'Homme des hautes plaines (1971).

## Deux générations de cinéastes
Deux vagues de cinéastes s'emparent du pouvoir dans les grandes firmes au cours des années 1970. La première est celle des metteurs en scène nés dans les années 1930 : Peter Bogdanovich, Francis Ford Coppola, Stanley Kubrick, Dennis Hopper, Mike Nichols, Woody Allen, Bob Fosse, Robert Benton, Arthur Penn, John Cassavetes, Alan J. Pakula, Paul Mazursky, Bob Rafelson, Hal Ashby, William Friedkin, Robert Altman, Michael Cimino et Richard Lester.
La seconde est celle des baby boomers qui n'a pas connu la Seconde Guerre mondiale et fréquente les écoles de cinéma : Martin Scorsese, Steven Spielberg, George Lucas, John Milius, Paul Schrader, Brian De Palma ou encore Terrence Malick.

## Ouverture sur l'étranger et nouveau système
La révolution du Nouvel Hollywood ouvre l'accès des grands studios à des cinéastes britanniques singuliers et radicaux comme John Schlesinger (Macadam Cowboy), John Boorman (Délivrance), Karel Reisz (Le Flambeur, Les Guerriers de l'enfer), Ken Russell (Love) et Nicolas Roeg (Ne vous retournez pas). Elle permet également à des auteurs européens, débutants ou établis, de faire carrière aux États-Unis : Miloš Forman (Taking Off, Vol au-dessus d'un nid de coucou), Roman Polanski (Rosemary's Baby, Chinatown), Bernardo Bertolucci (Le Dernier Tango à Paris, 1900), Sergio Leone (Il était une fois en Amérique) ou encore Louis Malle (La Petite, Atlantic City).
De plus, certains grands noms de la génération précédente tels que Don Siegel et John Huston trouvent à nouveau le moyen de réaliser des chefs-d'œuvre, en toute liberté : L'Inspecteur Harry, L'Homme qui voulut être roi ou encore La Dernière Chance (Fat City). D'anciens cinéastes inscrits sur la « liste noire », au temps du maccarthysme, sont réhabilités et reviennent au premier plan avec des longs métrages intimistes et militants à l'instar de Martin Ritt (Norma Rae).
Le Nouvel Hollywood met également à l'honneur des réalisateurs indépendants comme Sydney Pollack (On achève bien les chevaux) et Sidney Lumet (Serpico) et permet à des acteurs comme Jack Nicholson, Clint Eastwood, Peter Fonda, Paul Newman, Robert Redford et Warren Beatty de devenir metteurs en scène. De même, des scénaristes talentueux comme Paul Schrader et John Milius passent, avec aisance et succès, à la réalisation. Le temps du Hollywood classique qui bloquait toutes passerelles professionnelles est révolu.

## Le réalisateur-auteur
Dans la plupart des films du Nouvel Hollywood, le réalisateur tient une place centrale. Il est le responsable de l’histoire et du regard artistique qui en découle. Il dispose du final cut, c’est-à-dire qu’il décide jusqu’au bout du montage de son film. Dans les productions antérieures de Hollywood, seuls les producteurs ou les directeurs de studio détenaient ce pouvoir de décision finale.
L'esprit de liberté et d'indépendance prime, y compris dans les projets les plus coûteux. La plupart des réalisateurs du Nouvel Hollywood se reconnaissent dans la tradition européenne du cinéma d’auteur où le réalisateur est considéré comme le principal créateur du film et s'implique aussi bien dans l'écriture du scénario que la production et le montage. Beaucoup des innovations du Nouvel Hollywood — stylistiques ou narratives — s'inscrivent dans la continuité de la Nouvelle Vague française, du néoréalisme italien, du Free cinema britannique et des cinéastes modernes des années 1960 (Michelangelo Antonioni, Ingmar Bergman, Federico Fellini, Andreï Tarkovski, Alain Resnais, etc.).
Très cinéphiles, les nouveaux metteurs en scène américains s’enthousiasment pour la qualité du cinéma européen et admirent des réalisateurs comme Resnais, Carl Theodor Dreyer, Fellini, François Truffaut, Bergman, Jean-Luc Godard, Jean Renoir, Luchino Visconti, Luis Buñuel, Antonioni et Roberto Rossellini. Ils accueillent aussi favorablement les cinéastes venus d'Asie comme Satyajit Ray, Kenji Mizoguchi et Akira Kurosawa.
Ils prennent alors ostensiblement leurs distances avec les productions commerciales d’Hollywood et suivent un cheminement original qui les amène à exprimer une vision personnelle dans des œuvres subtiles et matures. Comme chez Godard, Truffaut, Antonioni ou Bergman, leur style va à rebours des règles classiques : les récits prennent un rythme plus leste et sont en apparence moins structurés, les personnages paraissent plus opaques, ambivalents ou inaccessibles et sont parfois sans désir d'action, le sens est moins lisible, les valeurs exposées plus complexes et abstraites et les fins plus ouvertes, voire ambiguës (Orange mécanique, Serpico, Une femme sous influence, Nashville, Taxi Driver). Sur l'exemple de Fellini, Buñuel et Bergman, certaines œuvres recréent une forme de souvenir fantasmé et d'autofiction (Annie Hall) ou abolissent les frontières entre rêve, réalité, mythologie et hallucination (Apocalypse Now, Que le spectacle commence, Shining).

## Nouveaux thèmes, nouvelles techniques, nouvelles stars

### Acteurs
Les grands rôles du Nouvel Hollywood ne reviennent en général pas aux stars hollywoodiennes bien établies dont beaucoup connaissaient un déclin de carrière à la fin des années 1960. On les remplace par des interprètes loin des canons physiques du genre, sans véritable glamour, mais d’un talent incontestable et rapidement reconnu. Dans l’intention d’instaurer un nouveau naturalisme et une expressivité plus grande du jeu des personnages, naissent les carrières de Gene Hackman, Robert Duvall, Gene Wilder, Donald Sutherland, John Cazale, Bruce Dern, Elliott Gould, James Caan, Martin Sheen ou encore Richard Dreyfuss. Beaucoup de ces acteurs, qui viennent de la scène off-Broadway (« off » de Broadway), n’auraient pu aspirer qu’à de petits seconds rôles dans l’ancien système hollywoodien.
Jack Nicholson, Dustin Hoffman, Al Pacino et Robert De Niro représentent les acteurs majeurs de cette époque. Grâce à leur engagement intensif, leur magnétisme et leur manière extrême d'« habiter » leurs personnages, ils gagnent leurs galons de « superstars » et de mythes d’Hollywood qui durent encore aujourd'hui.
Warren Beatty et Robert Redford deviennent également les stars de premier plan du Nouvel Hollywood. Malgré leur allure plus conforme au stéréotype d’acteur-star, ils apportent à leur jeu un scepticisme, une ambivalence et une mélancolie à l’opposé du glamour. De plus, ils assument les fonctions de réalisateur et producteur. Jon Voight et Ryan O'Neal, également remarqués pour leur physique, interprètent des rôles marquants du Nouvel Hollywood. Des acteurs déjà reconnus comme Burt Lancaster, Paul Newman, Steve McQueen ou Burt Reynolds travaillent avec les plus importants réalisateurs du mouvement. La légende Marlon Brando, après un « trou » de carrière, est relancée grâce à Francis Ford Coppola et ses rôles dans Le Parrain et Apocalypse Now.
Les thèmes « masculins » du Nouvel Hollywood laissent peu de place aux actrices pour les principaux rôles. Parmi les actrices ayant émergé du mouvement, on compte Ellen Burstyn, Maggie Smith, Jane Fonda, Karen Black, Faye Dunaway, Barbra Streisand, Jill Clayburgh, Diane Keaton, Liza Minnelli, Susan Sarandon, Meryl Streep, Shelley Duvall ou encore Sissy Spacek.

### Techniciens et producteurs
Alors qu'auparavant, les grandes firmes et le star system déterminaient le nom et la place des chefs techniciens sur un film en fonction des comédiens et de la signature esthétique revendiquée par chaque studio, ce sont désormais les cinéastes qui choisissent leurs collaborateurs. La nouvelle génération de techniciens, venus du monde entier, sait se mettre au service de la vision artistique des metteurs en scène dont elle fait rayonner le style. Des monteurs, ingénieurs du son, directeurs de la photographie, décorateurs et créateurs de costumes virtuoses et novateurs émergent dans la nouvelle industrie du cinéma : Bill Butler, Haskell Wexler, Conrad L. Hall, Dede Allen, Vilmos Zsigmond, Néstor Almendros, Gordon Willis, Dean Tavoularis, László Kovács, Thelma Schoonmaker, Walter Murch, Caleb Deschanel et Milena Canonero.
De même, de nouvelles têtes de la production jouent le rôle de découvreurs de talents au sein des studios. Elles deviennent les chevilles ouvrières de projets ambitieux tant sur le plan financier qu'artistique et portent aux nues les réalisateurs du Nouvel Hollywood : Arthur Krim, David Brown, Saul Zaentz, David Begelman, Robert Evans, John Calley, Irwin Winkler, Bert Schneider, Robert Chartoff, Fred Roos, Richard D. Zanuck, Alan Ladd Jr., Gary Kurtz, Barry Diller, Michael Phillips ou encore Julia Phillips.

### Techniques et esthétique
Du côté de la technique, plusieurs innovations permettent à de nouveaux styles de narration et d'image d'éclore. À l’instar de la Nouvelle Vague, les cinéastes peuvent quitter les plateaux pour tourner en extérieur grâce à des caméras plus légères et des pellicules plus sensibles à la lumière du jour. Parfois, un style quasi-documentaire en lumière naturelle et sans éclairage supplémentaire est développé. La ville, qui est filmée telle quelle, avec ses rues bondées et ses ambiances sonores contrastées, supplante les décors de studio. L’esthétique typique de ces films urbains peut se définir comme celle de « documentaires mis en scène » (Macadam Cowboy, French Connection, Mean Streets) avec une utilisation très novatrice de la caméra portée. Cette approche réaliste, qui vise à apporter un point de vue objectif sur le monde, est souvent combinée paradoxalement à un style expressionniste – dont le parti pris stylistique met en exergue la subjectivité du regard. Les têtes de proue de ce nouveau cinéma réaliste sont les documentaristes Richard Leacock, D.A. Pennebaker, et Albert et David Maysles.
Influencés par la modernité européenne, les cinéastes du Nouvel Hollywood s'écartent des canons techniques et esthétiques de l'âge d'or. Les réalisateurs new-yorkais en particulier (Shirley Clarke pour le documentaire et John Cassavetes et Woody Allen pour la fiction) se distinguent par le rejet des normes du grand spectacle hollywoodien. Ils élaborent un cinéma personnel et quasi-expérimental : utilisation répétée du panoramique, plans inscrits dans la durée, pas ou peu de champs-contrechamps, cadres instables ou non-posés etc.
Sous l'impulsion des groupes de rock alternatifs puis de la jeunesse utopiste du Summer of Love et du Festival de Woodstock dans lesquels il se reconnaissent, plusieurs cinéastes du Nouvel Hollywood ne cachent pas leur consommation importante de drogues et évoquent ou illustrent, à travers leurs images, le psychédélisme en vogue.

### Thèmes
Les films du Nouvel Hollywood sont concernés par les sujets de société et évoquent les mouvements de protestation, notamment de la jeunesse militante dans ce pays, en faveur d'une consommation plus libre de l'alcool et des drogues, contre les codes imposés et la guerre du Viêt Nam. Il n’est pas rare d’entendre dans les bandes originales des films les groupes de musique qui symbolisent ces aspirations, comme Bob Dylan, Cat Stevens, Simon and Garfunkel, Steppenwolf, The Doors ou encore les The Rolling Stones.
L'engagement au Vietnam, ses atrocités, son absurdité et ses répercussions sur l'individu sont justement interrogés dans des films aussi différents que Le Retour (1978) de Hal Ashby, Hair ou encore Voyage au bout de l'enfer (1978) de Michael Cimino et Apocalypse Now (1979) de Francis Ford Coppola, deux fresques épiques dont le triomphe planétaire renouvelle l'esthétique et le traitement du film de guerre.
Les histoires du Nouvel Hollywood ne se déroulent pas dans un monde idyllique et hermétique, mais font place à une vision réaliste des individus et de leurs problèmes. On ne monte pas les protagonistes en héros, mais on interroge leurs actions et analyse leurs motivations profondes. Beaucoup d’entre eux se heurtent aux réalités sans trouver de remèdes, ou finissent par leur échec — souvent fatal — en martyrs d’un « système » qui les a moralement vaincus. Souvent, les personnages se retrouvent confrontés à une violence qui n'est pas justifiée par une loi d'urgence destinée à retrouver l'équilibre communautaire et social comme dans les anciens westerns. Pouvoir et barbarie sont intimement liés et l'idéologie officielle est remise en cause, notamment sur la vision de l'Histoire : les Indiens par exemple ne sont plus montrés comme un peuple belliqueux et hostile mais comme les victimes de massacres orchestrés par les Blancs (Little Big Man, Jeremiah Johnson).
Les représentants de l’autorité ou les structures sociales traditionnelles (État, famille, Église…) sont corrompus, psychopathes et comploteurs. Les valeurs conservatrices et obsolètes de la middle class sont moquées ou fustigées. L'idéologie nauséabonde et le racisme ordinaire de l'Amérique profonde sont dénoncés à l'exemple de Dans la chaleur de la nuit (1967) de Norman Jewison. Les hommes de pouvoir, les haut placés s’érigent en banqueroutiers moraux. Derrière des apparences de bienséance, ils conduisent des manœuvres opaques dignes des services secrets menaçant des citoyens moyens inoffensifs. Sexe, immoralité et violence extrême, auparavant censurées par le code Hays, se mêlent dans des histoires crépusculaires et désespérées. Le Nouvel Hollywood reflète l’état d’insécurité et de paranoïa de l’ère du Viêt Nam et du Watergate.

## Le point d’orgue

### Friedkin, Bogdanovitch et Polanski
Le Nouvel Hollywood atteint son sommet artistique et commercial au début des années 1970. Des réalisateurs qui n’avaient tourné jusqu'ici des films à petit budget, remportent un succès critique et public considérable tant aux États-Unis qu'à l'international.
William Friedkin initie en 1971 avec French Connection le prototype du film policier moderne et compose avec Gene Hackman son personnage d’enquêteur des « stups » fanatique au racisme latent. Friedkin récidive deux ans plus tard avec L'Exorciste, film d’horreur très novateur sur le plan technique et plastique qui devient un phénomène mondial.
Le très cinéphile Peter Bogdanovich connaît les succès avec ses premiers films, le mélancolique La Dernière Séance (1970) et la comédie osée On s'fait la valise, Doc ? (1972).
Le Franco-Polonais Roman Polanski, installé à Hollywood depuis plusieurs années, surprend critique et public avec l'intrigue à tiroirs et l'atmosphère vénéneuse de Chinatown (1974), brillamment mis en scène, dans lequel Jack Nicholson interprète un détective privé fanfaron au nez tailladé. À noter qu'il s'agit d'une œuvre de commande que le cinéaste s'approprie totalement et qui relance, avec Klute (1971) d'Alan J. Pakula et Le Privé (1973) de Robert Altman, la mode du film noir américain avec cependant une approche encore plus sombre et pessimiste que celui des années 1940. L'initiateur de Chinatown est le producteur Robert Evans, entré à la Paramount dans les années 1960 et qui est à l'origine de certains des plus grands succès commerciaux du Nouvel Hollywood tels que Rosemary's Baby, Love Story et surtout Le Parrain.

### Francis Ford Coppola
L’Américain d’origine lucanienne Francis Ford Coppola connaît une vague de triomphes sans précédent. Après avoir gagné l'Oscar du meilleur scénario original pour le film de guerre biographique Patton, il fascine le public et la critique avec sa fresque monumentale du « Parrain » sur la mafia italo-américaine. Le Parrain montre Marlon Brando dans le rôle souvent parodié de patron baroque de la pègre, dont la notion d’honneur n’est pas partagée par ses successeurs et concurrents sans scrupules. Avec sa suite Le Parrain 2 (1974), et la fascinante et grandiose épopée sur le Viêt Nam Apocalypse Now, Coppola s’impose comme l'un des réalisateurs les plus influents et les plus puissants des années 1970. Il est le seul cinéaste à avoir signé un film et sa suite couronnés par l'Oscar du meilleur film (Le Parrain 1 en 1973 et Le Parrain 2 en 1975). En 1979, il ouvre le club très fermé des réalisateurs deux fois lauréats de la Palme d'or au Festival de Cannes (il l'emporta pour Conversation secrète et Apocalypse Now).
Les films de Coppola, Friedkin et Bogdanovich ont en commun d’avoir transformé le « chic radical » du Nouvel Hollywood en un style plus tempéré, destiné à un plus large public, peu de temps avant le déclin du mouvement, supplanté par l’ère des blockbusters.

## Le crépuscule

### Martin Scorsese
Le réalisateur Martin Scorsese est un Italo-Américain comme Coppola, issu comme lui et d'autres, de l’école du producteur de séries B Roger Corman, qui a bâti un système indépendant efficace et très lucratif. Chez lui, les futurs stars de la réalisation s’exercent à la mise en scène, et des acteurs comme Bruce Dern, Jack Nicholson, Robert De Niro ou Sylvester Stallone y obtiennent leurs premiers rôles.
Scorsese convainc tout d’abord critique, public et profession en 1973 avec Mean Streets, un portrait au réalisme appuyé de petits truands qui errent dans les rues New York. Il réalise ensuite le drame naturaliste Alice n'est plus ici (1974) qui dénote l'influence de Cassavetes et vaut à Ellen Burstyn l'Oscar de la meilleure actrice. En 1976, il signe Taxi Driver, Palme d'or à Cannes. L'œuvre, écrite par Paul Schrader et très lointainement inspirée de L’Étranger d'Albert Camus, marque son époque et installe l'univers de prédilection du réalisateur : faune new-yorkaise, personnages à la dérive, confusion du bien et du mal, violence cathartique et questionnement métaphysique. Elle est un immense succès et devient presque immédiatement un classique de l’histoire du cinéma. Robert De Niro s’y révèle dans le rôle d’un vétéran du Viêt Nam déraciné qui commence une campagne de vengeance dans les bas-fonds de New York. L’angoissant Raging Bull, où la prestation de De Niro fait de nouveau date, devient en 1980 un autre classique scorsesien.
Après le milieu des années 1970, le succès des réalisateurs établis du Nouvel Hollywood comme Mike Nichols, Robert Altman ou Arthur Penn s’amenuise. D'autres metteurs en scène comme George Roy Hill, Miloš Forman, Sidney Lumet et Alan J. Pakula accomplissent, dans un style novateur, des films à succès, plus accessibles aux masses, comme L'Arnaque (1973), Vol au-dessus d'un nid de coucou (1975), Network (1976) ou Les Hommes du président (1976). Ils y allient la tradition du Nouvel Hollywood, notamment pour le principe de dénonciation sociale (en l'occurrence le gangstérisme, les traitements psychiatriques en vigueur, le cynisme de la télévision et la violence d’État) à une histoire et une mise en scène plus adaptées aux normes commerciales.

### Lucas, Spielberg et les premiers blockbusters
Le déclin du Nouvel Hollywood s’inscrit en parallèle avec l’émergence des réalisateurs George Lucas et Steven Spielberg, issus de la même génération. L’ancien réalisateur de téléfilms Spielberg retient l’attention avec son thriller Duel et entame, sans beaucoup de succès initial, une carrière au cinéma avec Sugarland Express (1973), une variante de Bonnie and Clyde. Les Dents de la mer, énorme succès appuyé par un marketing efficace, devient le précurseur des blockbusters de l’été. Avec son film d’ovnis optimiste et visuellement spectaculaire Rencontre du troisième type, Spielberg donne un contrepoint aux visions apocalyptiques de la science-fiction traditionnelle.
George Lucas dépasse à cette époque l'immense succès de Spielberg. Il signe un premier gros succès en 1973 avec le nostalgique American Graffiti. En 1977, son space opera Star Wars bat tous les records d'entrées et établit une « religion » nouvelle de culture populaire. Star Wars, dont la trame merveilleuse peut être comparée à un conte de fées ou un roman de chevalerie, préconise la structure formelle des blockbusters de la décennie suivante : caractères bien identifiés, victoire des « gentils » sur les « méchants », histoire sentimentale se terminant bien, à l’opposé des thèmes polémiques du Nouvel Hollywood. L’abondance d'effets sonores et visuels, la force de frappe marketing et le merchandising international (lancement de nombreux produits dérivés) complètent cette « formule du succès », sans cesse reprise par la suite à Hollywood (Jurassic Park, Avatar…).
L'émergence de Spielberg et Lucas, qui inventent le blockbuster « positif » scelle le déclin du « vieux » Nouvel Hollywood, sceptique, critique et tourné vers une vision artistique mature, sur le modèle des auteurs européens. Ces deux cinéastes profitent donc largement du progrès technique, notamment sur le plan du son et des effets spéciaux, pour renouveler l'imagerie du cinéma grand public. Les triomphes commerciaux qu'ils entreprennent relèvent la situation économique de Hollywood et réorientent les productions de studio vers le jeune public, désormais conditionné par la télévision. Les films à gros budget, qui voient le jour, s'appuient alors sur le grand spectacle, l'action, la simplicité de récits manichéens et des protagonistes pleins de bons sentiments.
Après la fin de la guerre du Viêt Nam et la chute de Richard Nixon, le public de masse veut voir à nouveau des films légers à happy end, tournés vers l'évasion et l'imaginaire et non de constantes évocations de dysfonctionnements sociaux, moraux, judiciaires ou politiques. Plusieurs réalisateurs du Nouvel Hollywood connaissent un déclin artistique ou de lourds revers financiers dus à leur mégalomanie et il n’y a soudain plus de place pour leur vision cinématographique originale. Au tout début des années 1980, des productions anti-establishment à gros budget comme La Porte du Paradis ou 1941 sont des échecs commerciaux retentissants et les studios se tournent d’une manière radicale vers des films formatés et lucratifs. L'ère des popcorn movies (films popcorn), destinés à une large exploitation, s'instaure. Les producteurs en profitent pour reprendre la mainmise totale, qu’ils avaient perdue vingt ans plus tôt, sur le financement, la fabrication et le montage des films.

## Les années 1980
Sous l’ère Reagan, en dépit de productions résiduelles comme Reds (1981) de Warren Beatty qui évoque la naissance des mouvements socialiste et communiste américains, le cinéma de studio s’oriente vers des succès optimistes et patriotiques, intimement liés à l'idéologie d’État (Rambo 2 : La Mission, Top Gun). Spielberg et Lucas consolident leur position de réalisateurs-producteurs à travers des trilogies très lucratives (Star Wars, Indiana Jones, Retour vers le futur). Ils mettent sur pied des projets plus lisses et moins personnels qui abondent d'effets spéciaux et se tournent résolument vers le divertissement. La génération des entertainers est lancée, promue et produite en grande partie par Spielberg et Lucas. Celle-ci établit les bases d'un nouveau cinéma enfantin et spectaculaire (Willow, Qui veut la peau de Roger Rabbit). Robert Zemeckis, Ron Howard ou encore James Cameron supplantent leurs aînés. Des films d’action d’envergure comme Terminator, Aliens le retour, RoboCop et Piège de cristal deviennent des succès mondiaux et fondent un nouveau sous-genre. La superficialité des spots publicitaires et des clips est adaptée à l’écran avec succès (Flashdance, 9 semaines 1/2). Ces triomphes planétaires renflouent les majors qui se dotent d'une meilleure maîtrise de la diffusion, la promotion et la vente des films à la télévision. La mondialisation économique renforce leur suprématie sur le marché et les place entre les mains de grands trusts.
Les cinéastes importants des deux décennies précédentes comme Penn, Nichols et Coppola perdent leur influence et s’installent dans la routine des films de commande. La carrière de Bogdanovich, Friedkin, Ashby (qui décède en 1988), Altman et Scorsese stagne ; celle de Hill, Sidney Lumet et Pakula décline et celle de Cimino s'effondre. De nouveaux réalisateurs, qui revendiquent l'influence du Nouvel Hollywood mais restent liés à l'industrie majoritaire, finissent par les détrôner aux yeux du public et des votants aux Oscars à l'instar d'Oliver Stone, Barry Levinson et James L. Brooks.

## La fin
Au milieu des années 1980, l’époque du Nouvel Hollywood est définitivement achevée, mais des vétérans comme Altman ou Scorsese renouent avec le succès critique et public dans les années 1990 (Les Affranchis, The Player, Short Cuts, Casino). En parallèle, de nouveaux cinéastes, pour la plupart issus de la production indépendante, apparaissent. Ceux-ci signent des œuvres conformes aux exigences des studios mais leur style singulier et personnel y trouvent le moyen de s'exprimer : Tim Burton, Michael Mann, Quentin Tarantino, Steven Soderbergh, David Fincher ou encore les frères Coen. D'autres jeunes réalisateurs originaux, proches de la notion européenne de « film d'auteur », entrent en revanche en conflit ouvert avec les majors (Paul Thomas Anderson, James Gray). De grands noms du Nouvel Hollywood, comme Terrence Malick, reviennent sur la scène publique, mais préfèrent évoluer librement dans les circuits indépendants.
À noter que Clint Eastwood continue de profiter de son prestige d'acteur pour consolider son statut de réalisateur majeur et autonome dans l'industrie hollywoodienne.

## L'après-Nouvel Hollywood et le possible renouveau
Depuis la fin des années 1990, face à une production cinématographique mondiale en perte de vitesse, plusieurs séries télévisées, acclamées par la critique, sont considérées comme les héritières des recherches narratives et formelles et des interrogations morales et socio-politiques du Nouvel Hollywood : Les Soprano, The Wire, The Walking Dead, Boardwalk Empire, Homeland, Mad Men ou encore Breaking Bad.
De leur côté, les machines de guerre des studios et les blockbusters continuent d'affirmer leur monopole grâce au développement des multiplexes et révolutionnent les techniques d'imagerie numérique avec des films comme Titanic, Matrix, Le Seigneur des anneaux, Avatar, Inception, etc. Néanmoins, certains cinéastes comme le vétéran Scorsese et Ang Lee tentent, à travers les grandes firmes, d'utiliser les images de synthèse et la projection 3D pour réaliser des films à grand spectacle plus mures et cinéphiles (Hugo Cabret, L'Odyssée de Pi).
Le cinéma indépendant, très productif, semble par ailleurs reprendre le flambeau du Nouvel Hollywood et s'inscrit dans une forme identique de réactivité immédiate avec l'actualité politique et historique (Démineurs et Zero Dark Thirty de Kathryn Bigelow, Fair Game de Doug Liman...). De plus, plusieurs grandes vedettes américaines commandent, avec plus ou moins de succès commercial, des films engagés et militants qu'ils produisent, écrivent ou réalisent dans l'esprit des cinéastes des années 1960 et 1970 : Brad Pitt finance Un cœur invaincu qui traite de l'assassinat de Daniel Pearl, Matt Damon écrit et produit Promised Land sur l'exploitation du gaz de schiste, Angelina Jolie réalise Au pays du sang et du miel qui revient sur les guerres de Yougoslavie, George Clooney signe Good Night and Good Luck sur le maccarthysme et Ben Affleck met en scène Argo (Oscar du meilleur film) qui évoque la Révolution islamique iranienne de 1979.
En 2013, George Lucas et Steven Spielberg, qui avaient pourtant instauré la suprématie des blockbusters trente ans plus tôt, prédisent publiquement l'échec des futures grosses productions, trop tournées vers le public adolescent et une nouvelle implosion des studios de Hollywood,.

## Films emblématiques du Nouvel Hollywood
- 1967 : Le Lauréat de Mike Nichols, Bonnie and Clyde d'Arthur Penn
- 1968 : La Nuit des morts-vivants de George A. Romero
- 1969 : Easy Rider de Dennis Hopper, La Horde sauvage de Sam Peckinpah, Macadam Cowboy de John Schlesinger
- 1970 : M*A*S*H de Robert Altman
- 1971 : La Dernière Séance de Peter Bogdanovich, French Connection de William Friedkin, Orange Mécanique de Stanley Kubrick
- 1972 : Le Parrain de Francis Ford Coppola
- 1973 : American Graffiti de George Lucas, La Balade sauvage de Terrence Malick
- 1974 : Chinatown de Roman Polanski, Le Parrain 2 de Francis Ford Coppola
- 1975 : Vol au-dessus d'un nid de coucou de Milos Forman
- 1976 : Taxi Driver de Martin Scorsese
- 1977 : Annie Hall de Woody Allen
- 1978 : Voyage au bout de l'enfer de Michael Cimino
- 1979 : Apocalypse Now de Francis Ford Coppola, Manhattan de Woody Allen
- 1980 : Raging Bull de Martin Scorsese, La Porte du Paradis de Michael Cimino

## Réalisateurs emblématiques avec une sélection de films
- Alan J. Pakula : Klute (1971), À cause d'un assassinat (1974), Les Hommes du président (1976)
- Arthur Penn : Bonnie and Clyde (1967), Alice's Restaurant (1969), Little Big Man (1970), La Fugue (1975)
- Bob Fosse : Cabaret (1972), Lenny (1974), Que le spectacle commence (1979 – Palme d'or)
- Bob Rafelson : Cinq pièces faciles (1970), The King of Marvin Gardens (1972)
- Brian De Palma : Sœurs de sang (1973), Phantom of the Paradise, (1974) Carrie au bal du diable (1976)
- Clint Eastwood : Un frisson dans la nuit (1971), L'Homme des hautes plaines (1971), Breezy (1973), Josey Wales hors-la-loi (1976), Bronco Billy (1980)
- Dennis Hopper: Easy Rider (1969), The Last Movie (1971)
- Donn Alan Pennebaker : Dont Look Back (1967), Monterey Pop (1968)
- Douglas Trumbull : Silent Running (1972)
- Francis Ford Coppola : Le Parrain (1972 – Oscar du meilleur film), Le Parrain 2 (1974 – Oscar du meilleur film), Conversation secrète (1974 - Palme d'or), Apocalypse Now (1979 – Palme d'or)
- George Lucas : THX 1138 (1971), American Graffiti (1973), La Guerre des étoiles (1977)
- George Roy Hill : Butch Cassidy et le Kid (1969), Abattoir 5 (1972), L'Arnaque (1973 – Oscar du meilleur film)
- Hal Ashby : Harold et Maude (1971), La Dernière Corvée (1973), Shampoo (1975), En route pour la gloire (1976), Le Retour (1978), Bienvenue, Mister Chance (1979)
- Jack Nicholson : Vas-y, fonce (1971), En route vers le sud (1978)
- Herbert Ross : La Chouette et le Pussycat (1970), Tombe les filles et tais-toi (1972), Le Tournant de la vie (1977)
- Jerry Schatzberg : Portrait d'une enfant déchue (1970), Panique à Needle Park (1971), L'Épouvantail (1973 - Palme d'or)
- John Boorman : Le Point de non-retour (1967), Délivrance (1972)
- John G. Avildsen : Sauvez le tigre (1973), Rocky (1976 – Oscar du meilleur film)
- John Milius : Dillinger (1973), Le Lion et le vent (1975)
- John Schlesinger : Macadam Cowboy (1969 – Oscar du meilleur film), Marathon Man (1976)
- Karel Reisz : Le Flambeur (1974), Les Guerriers de l'enfer (1978), La Maîtresse du lieutenant français (1981)
- Martin Scorsese : Bertha Boxcar (1972), Mean Streets (1973), Alice n'est plus ici  (1974), Taxi Driver (1976 – Palme d'or), La Dernière Valse (1978), New York, New York (1977), Raging Bull (1980)
- Michael Cimino: Voyage au bout de l'enfer (1978 – Oscar du meilleur film), La Porte du Paradis (1980)
- Mike Nichols : Le Lauréat (1967), Catch 22 (1970)
- Miloš Forman : Vol au-dessus d'un nid de coucou (1975 – Oscar du meilleur film), Hair (1978)
- Norman Jewison : Dans la chaleur de la nuit (1967 – Oscar du meilleur film), L'Affaire Thomas Crown, Jesus Christ Superstar (1973)[FIST] (1978)
- Paul Mazursky : Bob et Carole et Ted et Alice (1969), Alex in Wonderland  (1970), Une femme libre (1978)
- Paul Newman : Rachel, Rachel (1968) Le Clan des irréductibles (1971), De l'influence des rayons gamma sur le comportement des marguerites (1972)
- Paul Schrader : Blue Collar (1978), Hardcore (1979), American Gigolo (1980)
- Peter Bogdanovich : La Cible (1968), La Dernière Séance (1971), On s'fait la valise, Doc ? (1972), La Barbe à papa (1973), Daisy Miller (1974), Jack le Magnifique (1979)
- Peter Yates : Bullitt (1968), John et Mary (1969), La Guerre de Murphy (1971), Les Quatre Malfrats (1972), Ma femme est dingue (1974)
- Richard C. Sarafian : Point limite zéro (1971), Le Convoi sauvage (1971), Le Fantôme de Cat Dancing (1973)
- Robert Altman : M*A*S*H (1970 - Palme d'or), John McCabe (1971), Le Privé (1973), Nous sommes tous des voleurs (1974), Nashville (1975), Trois femmes (1977)
- Robert Benton : Kramer contre Kramer (1979 - Oscar du meilleur film)
- Roman Polanski : Rosemary's Baby (1968), Chinatown (1973)
- Sam Peckinpah : La Horde sauvage (1969), Pat Garrett et Billy the Kid (1973), Apportez-moi la tête d'Alfredo Garcia (1974)
- Sidney Lumet : Le Dossier Anderson (1971), The Offence (1972), Serpico (1973), Un après-midi de chien (1976), Network : Main basse sur la télévision (1976), Le Prince de New York (1981)
- Stanley Kubrick : Orange mécanique (1971), Barry Lyndon (1975), Shining (1979)
- Steven Spielberg : Sugarland Express (1974), Les Dents de la mer (1975), Rencontres du troisième type (1977), 1941 (1979)
- Sydney Pollack : On achève bien les chevaux (1969), Jeremiah Johnson (1972), Les Trois Jours du Condor (1975)
- Warren Beatty : Reds (1981)
- William Friedkin : French Connection (1971 – Oscar du meilleur film), L'Exorciste (1973), Le Convoi de la peur (1977), La Chasse (1980)
- Woody Allen : Prends l'oseille et tire-toi (1969), Tout ce que vous avez toujours voulu savoir sur le sexe sans jamais oser le demander (1972), Woody et les Robots (1973), Annie Hall (1977 – Oscar du meilleur film), Manhattan (1979)

## Autres protagonistes
- Chefs opérateurs : Vilmos Zsigmond (John McCabe, Deliverance, Sugarland Express), László Kovács (Easy Rider, Cinq pièces faciles, Shampoo), Conrad Hall (Butch Cassidy et le Kid, Marathon Man), Gordon Willis (Klute, Le Parrain, À cause d'un assassinat, Les Hommes du président)
- Monteurs & monteuses : Marcia Lucas (American Graffiti, Alice n'est plus ici, La Guerre des étoiles), Verna Fields (On s'fait la valise, docteur ?, La Barbe à papa, Les Dents de la mer), Owen Roizman (French Connection, L'Exorciste, Les Trois Jours du condor), Thelma Schoonmaker (Woodstock, Raging Bull), Sam O'Steen (Le Lauréat, Catch 22, Chinatown ), Walter Murch (Conversation secrète, Le Parrain 1 et 2, Apocalypse Now)
- Producteurs : Bert Schneider (Easy Rider, Cinq pièces faciles, La Dernière Séance), Robert Evans (Le Parrain, Chinatown, Marathon Man), Roger Corman
- Scénaristes : Alan Sharp (en) (Fureur apache, La Fugue), William Goldman (Butch Cassidy et le Kid, Les Hommes du président, Marathon Man), Robert Towne (Bonnie & Clyde, La Dernière Corvée, Chinatown), Rudy Wurlitzer (en) (Macadam à deux voies, Pat Garrett et Billy The Kid), Buck Henry (Le Lauréat, Catch 22, What's up, Doc?), Mario Puzo (Le Parrain, Le Parrain 2), John Milius (Jeremiah Johnson, Les Dents de la mer, Apocalypse Now), Robert Benton (Bonnie & Clyde, On s'fait la valise, docteur ?), Paul Schrader (Taxi Driver, Obsession, Raging Bull)

Pauline Kael, une des critiques américaines les plus influentes, a soutenu le Nouvel Hollywood à travers ses articles positifs et ses interviews et entretenait des relations d'amitiés avec quelques protagonistes.

### Documentaires
- Richard LaGravenese et Ted Demme, Une décennie sous influence (en), 30 septembre 2003.
- Kenneth Bowser, Easy Riders, Raging Bulls: How the Sex, Drugs and Rock 'N' Roll Generation Saved Hollywood (d'après Peter Biskind), 9 mars 2003.